# Mink Peak
Der Mink Peak ist ein markanter Berg im westantarktischen Marie-Byrd-Land. Im Königin-Maud-Gebirge ragt er 3 km nördlich der Cleveland Mesa am östlichen Ende des Watson Escarpment auf.
Der United States Geological Survey kartierte ihn anhand eigener Vermessungen und Luftaufnahmen der United States Navy aus den Jahren von 1960 bis 1964. Das Advisory Committee on Antarctic Names benannte ihn 1967 nach Harold D. Mink, Installateur der Überwinterungsmannschaften auf der Byrd-Station in den Jahren 1962 und 1966.